# Cytaeis vulgaris
Cytaeis vulgaris is een hydroïdpoliep uit de familie Cytaeididae. De poliep komt uit het geslacht Cytaeis. Cytaeis vulgaris werd in 1899 voor het eerst wetenschappelijk beschreven door Agassiz & Mayer. 